# باغ‌دشت
باغ‌دشت، روستایی است از توابع بخش مرکزی شهرستان قائم شهر در استان مازندران ایران.

## جمعیت
این روستا در بالاتجن قرار داشته و براساس آخرین سرشماری مرکز آمار ایران که در سال ۱۳۸۵ صورت گرفته، جمعیت آن ۲۶۵۱نفر (۶۹۵خانوار) بوده‌است.